# 祖亞河

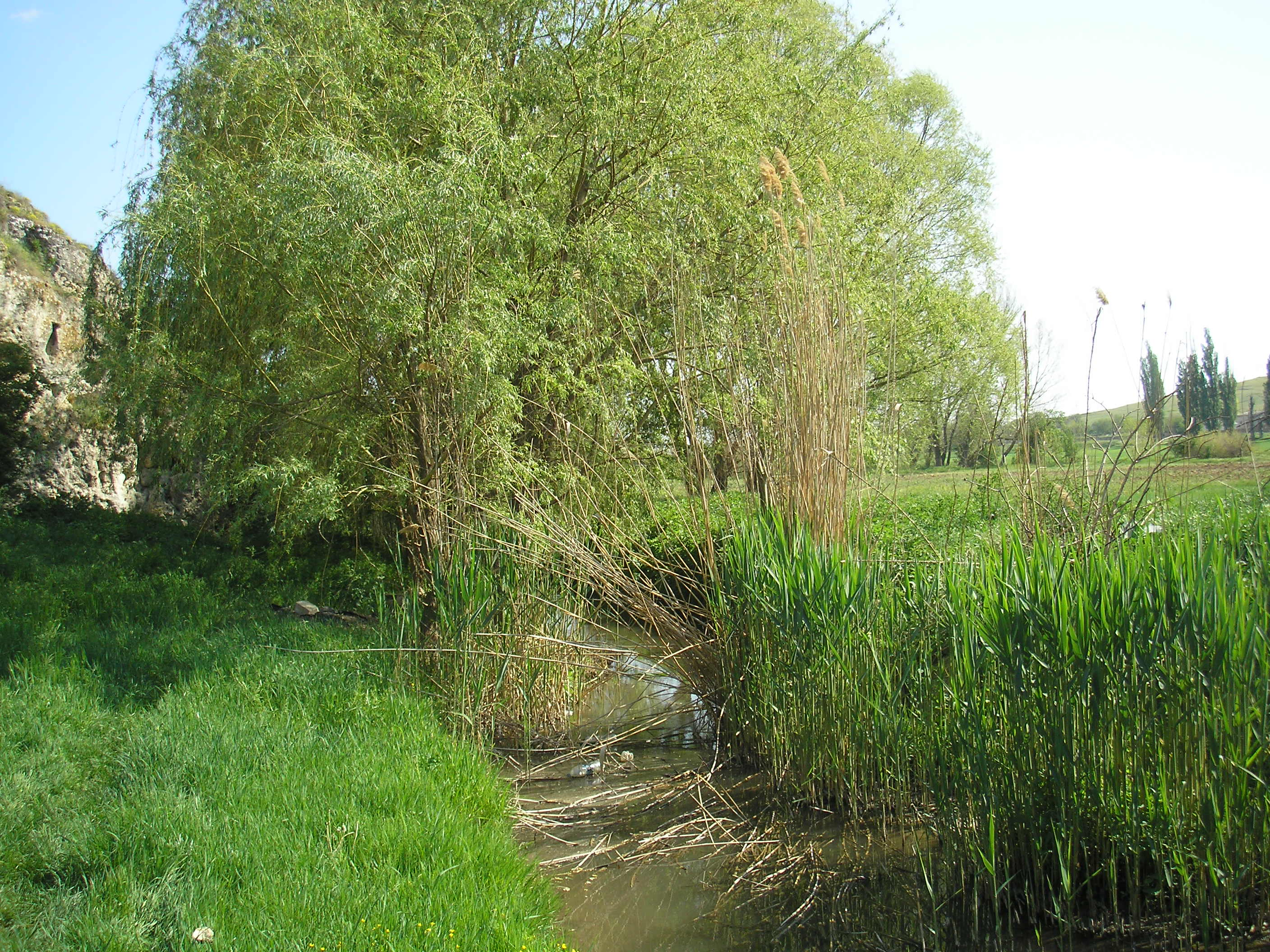

祖亞河（俄语：Зуя），是俄羅斯或烏克蘭的河流，位於克里米亞半島，屬於薩爾吉爾河的支流，流經白山區，河口處在哈里托諾尼夫卡，河道全長55公里，流域面積421平方公里。